# Macenda (Boiro)
Macenda (llamada oficialmente San Xoán de Macenda) es una parroquia española del municipio de Boiro, en la provincia de La Coruña, Galicia. Que incluye 4 aldeas que son: Belles de Abaixo, Belles de Arriba, Insuachán y Moimenta. 

## Otras denominaciones
La parroquia también es conocida por el nombre de San Juan de Macenda.

## Entidades de población
Entidades de población que forman parte de la parroquia:
- Belles de Abaixo
- Belles de Arriba
- Insuachán (Insua Chan)
- Moimenta

## Despoblado
Despoblado que forma parte de la parroquia:
- La Iglesia (A Igrexa)

## Demografía
| Gráfica de evolución demográfica de Macenda entre 2000 y 2018 |
|                                                               |
| Datos según el nomenclátor publicado por el INE.              |